# A bosszú csapdájában (televíziós sorozat)
A bosszú csapdájában (eredeti címe: Hercai) egy 2019 és 2021 között vetített török drámasorozat, amelynek Akın Akınözü és Ebru Şahin a két főszereplője. A sorozatot Törökországban 2019. március 15-től 2021. április 25-ig sugározta a atv. Magyarországon a TV2 sugározta  2020. október 5-től 2021. november 3-ig.

## Szereplők
| Szereplő neve             | Színész               | Magyar hangja           |
| ------------------------- | --------------------- | ----------------------- |
| Miran Aslanbey/Şadoğlu    | Akın Akınözü          | Hám Bertalan            |
| Reyyan Şadoğlu/Aslanbey   | Ebru Şahin            | Hám-Kereki Anna         |
| Sultan Aslanbey           | Gülçin Santırcıoğlu   | Farkasinszky Edit       |
| Hazar Şadoğlu             | Serhat Tutumluer      | Holl Nándor             |
| Gönül Aslanbey            | Oya Unustası          | Sallai Nóra             |
| Azat Şadoğlu              | Ahmet Tansu Taşanlar  | Fehér Tibor             |
| Cihan Şadoğlu             | Serdar Özer           | Dányi Krisztián         |
| Handan Şadoğlu            | Gülçin Hatıhan        | Kiss Erika              |
| Yaren Şadoğlu Bakırcıoğlu | İlay Erkök            | Laurinyecz Réka 1. hang |
| Yaren Şadoğlu Bakırcıoğlu | İlay Erkök            | Pánics Lilla 2. hang    |
| Zehra Şadoğlu             | Feride Çetin          | Huszárik Kata           |
| Fırat Demiralp / Aslanbey | Cahit Gök             | Moser Károly            |
| Esma Demiralp             | Güneş Hayat           | Bessenyei Emma          |
| Keriman Çetin             | Eylem Tanrıver        | Bálint Adrienn          |
| Şehriyar Taşkın           | Aydan Taş             | Kiss Virág              |
| Nigar Katarcı             | İnci Şen              | Zsurzs Kati             |
| Melike Aştutan            | Aslı Samat            | Kokas Piroska           |
| Hanife Derbent            | Aydan Burhan          | Turóczi Izabella        |
| Gül Şadoğlu               | Ebrar Alya Demirbilek | Engel-Iván Lili         |
| Elif Aslanbey Şadoğlu     | Eda Elif Başlamışlı   | Laudon Andrea           |
| Elif Aslanbey Şadoğlu     | Duygu Yetiş           | Laudon Andrea           |
| Rıza Demir                | Gökhan Yavuz          | Bodrogi Attila          |
| Azize Aslanbey            | Ayda Aksel            | Bencze Ilona            |
| Nasuh Şadoğlu             | Macit Sonkan          | Barbinek Péter          |
| Harun Bakırcioğlu         | Ahmet Kayakesen       | Czető Roland            |
| Aslan Aslanbey            | Doğan Bayraktar       | Szatory Dávid           |
| Füsun Aslanbey            | Ayşegül Günay         | Orosz Helga             |
| Mahfuz                    | Barış Yalçın          | Törköly Levente         |
| Asiye                     | Zuhal Yalçın          | ?                       |
| Şükran                    | Güven Hokna           | Bókai Mária             |
| Dilşah Aslanbey           | Aysun Metiner         | Orosz Anna              |

## Évados áttekintés
| Évad | Évad | Epizódok száma | Epizódok száma | Eredeti sugárzás     | Eredeti sugárzás  | Eredeti sugárzás | Magyar sugárzás   | Magyar sugárzás    | Magyar sugárzás |
| Évad | Évad | Török          | Magyar         | Évadpremier          | Évadfinálé        | Eredeti adó      | Évadpremier       | Évadfinálé         | Magyar adó      |
| ---- | ---- | -------------- | -------------- | -------------------- | ----------------- | ---------------- | ----------------- | ------------------ | --------------- |
|      | 1.   | 12             | 44             | 2019. március 15.    | 2019. május 31.   |                  | 2020. október 5.  | 2020. december 18. |                 |
|      | 2.   | 26             | 100            | 2019. szeptember 20. | 2020. március 27. | 2021. január 4.  | 2021. május 27.   |                    |                 |
|      | 3.   | 31             | 112            | 2020. szeptember 18. | 2021. április 25. | 2021. május 28.  | 2021. november 3. |                    |                 |